# Snecma
Snecma (Société Nationale d'Étude et de Construction de Moteurs d'Aviation) foi uma das maiores empresas aeroespaciais do mundo, até fundir-se com a SAGEM para formar a Safran. A Snecma agora é uma subsidiária do Grupo SAFRAN.

## Produtos
O principal motor da empresa é o CFM International CFM56, fruto de uma parceria com a General Electric. A parceria se repetiu nas turbinas General Electric CF6-80 e na GE90. 
A SNCMA também esteve envolvida na década de 1960 com o desenvolvimento, em parceria com a Rolls-Royce, dos motores do Concorde, desenvolvendo os motores Rolls-Royce/SNECMA Olympus 

### Motores de uso civil
- CFM International CFM56 (50%) - Joint venture com a GE Aviation
  - Boeing 737
  - Airbus A320 / Airbus A340
  - Douglas DC-8 Super 70 séries
- General Electric GE90 (23.5%) - Desenvolvimento junto com a GE Aviation
  - Boeing 777
- General Electric CF6 (10-20%) - Desenvolvimento junto com a GE Aviation, o percentual depende do modelo
  - Boeing 747 / Boeing 767
  - Airbus A330
  - McDonnell Douglas DC-10 / McDonnell Douglas MD-11
- Engine Alliance GP7200 (15%)  - Joint venture Engine Alliance com GE Aviation e Pratt & Whitney
  - Airbus A380
- PowerJet SaM146 (50%)
  - Sukhoi Russian Regional Jet

### Motores de uso militar
- Atar
  - Dassault-Breguet Étendard, Super Étendard, Mirage III, IV, 5 and F1.
- M88
  - Rafale
- M53
  - Mirage 2000
- TP400-D6 28%
  - Airbus A400M
- Larzac
  - Dassault-Breguet/Dornier Alpha Jet

### Motores de foguetes
- Ariane 5 G
- Ariane 5 ECA
- Ariane 5 ECB